# Jupiter excentrique

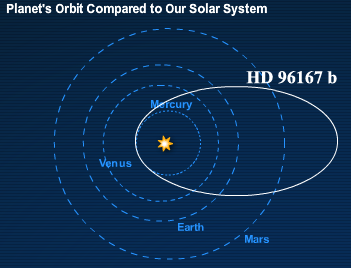
L'exoplanète HD 96167 b a une orbite très elliptique, ici comparée à celles du Système solaire interne, qui rappelle celles des comètes.

Un Jupiter excentrique est une exoplanète géante gazeuse caractérisée par une excentricité orbitale élevée. Il n'existe pas de définition rigoureuse précisant à partir de quelle valeur une excentricité orbitale caractérise un Jupiter excentrique, mais on retient habituellement e > 0,1.
Compte tenu des méthodes actuelles de détection des exoplanètes, un nombre significatif d'entre elles sont de type Jupiter excentrique. C'est par exemple le cas d'HD 20782 b, avec une excentricité record (mars 2016) de 0,96, d'HD 80606 b, avec une excentricité de 0,93 comparable à celle de la comète de Halley, d'HD 96167 b, dont l'excentricité est de 0,71, ou encore des deux plus grosses planètes du système d'υ Andromedae, υ And c et υ And d, dont l'excentricité est voisine respectivement de 0,22 et 0,26 — comparable à celles de Mercure et Pluton, qui sont respectivement de 0,20 et 0,25.